# 권명호
권명호(權明浩, 1961년 1월 10일~)는 대한민국의 정치인이며, 제21대 국회의원이다. 제4대 울산광역시 동구의회 의원(2006년)과 제5대 울산광역시의회 의원(2010년)을 역임하고, 2014년 지방선거에서 울산광역시 동구청장에 당선되었다. 하지만 2018년 지방선거에서 더불어민주당 정천석 후보에게 낙선하였다. 이후 2020년 국회의원 선거(울산 동구)에 출마하여 재임하였다.

## 학력
- 1973 방어진국민학교 졸업
- 1976 방어진중학교 졸업
- 1979 학성고등학교 졸업
- 1987 울산대학교(전공:영어영문학과)졸업
- 2007 울산대학교 정책대학원(전공:공공정책전공)졸업

## 경력
- 울산대학교 총동문회 이사
- 학성고등학교 총동문회 부회장
- 상진초등학교 운영위원
- 경동장학재단 이사
- 울산사회복지공동모금회 운영위원
- 울산광역시교육청 교권보호위원회
- 현대중학교 운영위원장
- 화암초등학교 운영위원
- 방어진초등학교 운영위원장
- 방어동 주민자치위원회 위원장
- 울산동부경찰서 교통규제심의위원회 위원
- 동울산포럼 자문위원
- 울산동구문화원 자문위원
- 방어진초등학교 운영위원회 위원장
- 동울산 청년회의소(JC)회장
- 2006년 5월 31일: 제4회 전국동시지방선거 당선(민선 4기, 울산 동구 가 선거구, 무소속, 초선)
- 2010년 6월 2일: 제5회 전국동시지방선거 당선(민선 5기, 울산 동구 제1선거구, 한나라당, 초선)
- 2014년 6월 4일: 제6회 전국동시지방선거 당선(민선 6기, 울산광역시 동구청장, 새누리당, 초선)
- 2014.07~2018.06: 제7대 울산광역시 동구청장(민선 6기, 새누리당→자유한국당, 초선)
- 2020.03~2020.04: 제21대 국회의원 선거 미래통합당 울산광역시당 대한민국 바로잡기 선거대책위원회 공동선거대책위원장
- 2020년 4월 15일: 대한민국 제21대 국회의원 선거 당선(울산 동구, 미래통합당, 초선)
- 2020.05~2020.09: 미래통합당 울산광역시당 동구 당원협의회 위원장
- 2020.05~2020.09: 미래통합당 원내부대표
- 2020.07~2020.09: 미래통합당 소상공인 살리기 특별위원회 위원
- 2020.09~2021.04: 국민의힘 원내부대표
- 2020.09: 국민의힘 소상공인 살리기 특별위원회 위원
- 2020.09: 국민의힘 호남 동행 국회의원 발대식 명예의원(전라남도 고흥군)
- 2020.09~2024.01: 국민의힘 울산광역시당 동구 당원협의회 위원장
- 2020.10: 국민의힘 약자와의 동행 위원회 정책동행분과 위원
- 2021.06: 국민의힘 코로나 백신 문제 해결을 위한 태스크 포스 위원
- 2021.07: 국민의힘 정책조정위원회 제2정조부위원장
- 2021.07: 국민의힘 조직강화특별위원회 위원
- 2021.09~2021.11: 제20대 대통령 선거 국민의힘 윤석열 대통령 경선후보 국민캠프 지역본부 권역별 선거대책위원회 울산광역시 공동선거대책위원장
- 2021.12~2023.07: 국민의힘 울산광역시당 위원장
- 2022.01~2022.03: 제20대 대통령 선거 국민의힘 울산을 살리는 선거대책위원회 선거대책위원장단 공동선거대책위원장 겸 총괄본부장
- 2022.01~2022.03: 제20대 대통령 선거 국민의힘 윤석열 대통령 후보 선거대책본부 직능본부 고용안정지원 본부장
- 2022.03~2022.05: 제8회 전국동시지방선거 국민의힘 울산광역시당 공천관리위원회 위원장
- 2024.05~2024.11: 국민의힘 울산광역시당 동구 당원협의회 위원장
- 2024.11~ : 제9대 한국동서발전 사장

### 의정 활동
- 2006.07~2010.06: 제4대 울산광역시 동구의회 의원(민선 4기, 울산 동구 가 선거구, 무소속→한나라당, 초선)
  - 2006.07~2008.06: 제4대 울산광역시 동구의회 전반기 의장
- 2010.07~2014.03: 제5대 울산광역시의회 의원(민선 5기, 울산 동구 제1선거구, 한나라당→새누리당, 초선)
  - 2010.07~2012.06: 제5대 울산광역시의회 전반기 산업건설위원회 위원장
  - 2012.07~2014.03: 제5대 울산광역시의회 교육위원회 위원
  - 2012.07~2014.03: 제5대 울산광역시의회 후반기 부의장
- 2020.05~2024.05: 제21대 국회의원 (울산 동구, 미래통합당→국민의힘, 초선)
  - 2020.07~2022.05: 제21대 국회 전반기 산업통상자원중소벤처기업위원회 위원
  - 제21대 국회 전반기 산업통상자원중소벤처기업위원회 산업통상자원특허소위원회 위원
  - 2020.07~2024.05: 국회 4차산업혁명포럼 구성의원
  - 2020.07~2024.05: 국가에너지정책 포럼 구성의원
  - 2021.03~2024.05: 국회 글로벌 혁신 연구포럼 구성의원
  - 2021.07~2022.05: 제21대 국회 전반기 예산결산특별위원회 위원
  - 2022.07~2024.05: 제21대 국회 후반기 산업통상자원중소벤처기업위원회 위원
    - 제21대 국회 후반기 산업통상자원중소벤처기업위원회 중소벤처기업소위원회 위원

  - 2023.06~2024.05: 제21대 국회 후반기 예산결산특별위원회 위원

## 전과
- 공정증서원본불실기재, 불실기재공정증서원본행사, 상법위반: 벌금 400만원 - 2003년 10월 27일 선고[1]

## 같이 보기
- 동구 (울산 선거구)
- 울산 동구의 국회의원
- 울산 동구청장

## 역대 선거 결과
|  | 15.01% |

|  | 51.06% |

|  | 44.94% |

|  | 33.08% |

|  | 38.37% |

|  | 45.20% |

## 소속 정당
| 소속 정당 | 소속 정당  | 소속 기간 | 비고      |
| --------- | ---------- | --------- | --------- |
|           | 무소속     | 2006~2007 | 정계 입문 |
|           | 한나라당   | 2007~2012 | 입당      |
|           | 새누리당   | 2012~2017 | 당명 변경 |
|           | 자유한국당 | 2017~2020 | 당명 변경 |
|           | 미래통합당 | 2020      | 합당      |
|           | 국민의힘   | 2020~2024 | 당명 변경 |
|           | 무소속     | 2024~현재 | 탈당      |